# قائمة زملاء الجمعية الملكية المنتخبين في 1699
هذه الصفحة تعرض قائمة زملاء الجمعية الملكية المُنتخبين لعام 1699.

## الزملاء
- John Lowther, 1st Viscount Lonsdale [الإنجليزية]‏
- Robert Shirley (FRS) [الإنجليزية]‏
- William Cowper (anatomist) [الإنجليزية]‏
- Edward Worth (politician) [الإنجليزية]‏
- Charles Sackville, 6th Earl of Dorset [الإنجليزية]‏
- James Pound [الإنجليزية]‏